# クンバラサウルス
クンバラサウルス Kunbarrasaurus は、オーストラリアの白亜紀の地層から知られる小型の曲竜類恐竜の属の一つ。

## 記載

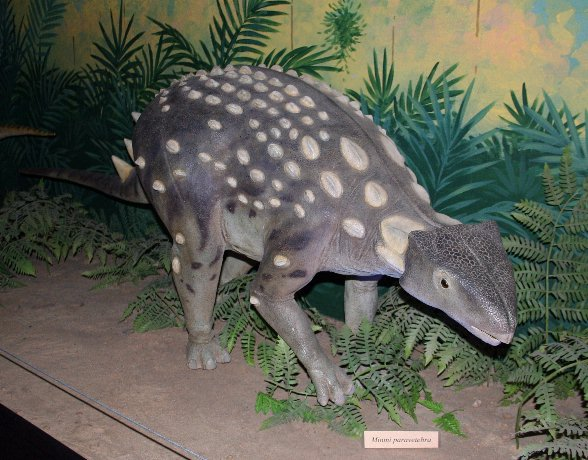
模型

クンバラサウルスは小型の鎧竜で、長い尾をもつ四足歩行の植物食性動物だった。2015年、クンバラサウルスの頭からいくつかの固有形質が提唱された。頭頂部がほとんど完全に平らで、前眼窩骨と鼻骨の制限された convex profile によって分離されている。prefrontal と上眼窩骨、前眼窩骨によって形成される頭頂部の角が頭骨の側面と直角になっている。上眼窩骨は複数ではなく1つの骨で構成されている。前頭骨は頭頂部にのみ露出し、眼窩には届かない。鼻骨は吻部の先に届かず、大きく、より中心に位置しており、鼻孔周囲に開口する。この完全に鼻骨の内側に位置する開口部は、吻部の上顎骨部分と比較して大きく、上部および側部から完全に繋がっている。上顎骨は垂直に頭骨の全高と頭頂骨の前部に達する。最も奥側の歯は眼窩の後隅の下側に向く。翼状骨は脳函においてその後部が基蝶形骨に一切接触せず、完全に離れている。四肢は垂直である。下顎の関節丘突起は強く突き出る。脳函の側面は大部分が骨ではなく軟骨でできているため、ほとんどの神経は小さなものが枝分かれしていたのではなく、単一の大きな開口部から出ていたと思われる。内耳は全体として頭骨に比べて非常に大きく、前庭が他のすべての既知の恐竜とは異なり脳腔から分離されず、うずまき管の底面は骨でなく、前庭は非常に大きく、半規管が短くなっている。頭骨の皮骨は平らであるか、せいぜい低い隆条しか持たない。頭骨上部の角と頬に鱗状骨や方頬骨の角や瘤の類は存在しない。

### 皮骨
クンバラサウルスは頭、背、腹、足、そして尾に骨質の装甲をもっていた。クンバラサウルスには数種類の装甲が知られている。小さな骨の塊、体側に並行に並んだ小さなキールのある盾の列、鼻の上の隆起のないキールが付いていない大きな盾、肩と腰そしておそらくは尾のスパイク、起伏のある尾の三角プレートで構成される。首の周りを保護する1つのハーフリングも有していた。仙骨の盾は存在しない。装甲の配置については、尾部のものは不明であるが、三角プレートが尾の両側を走っていた可能性がある。長い溝が尾の上に沿って列を形成している。

## 発見

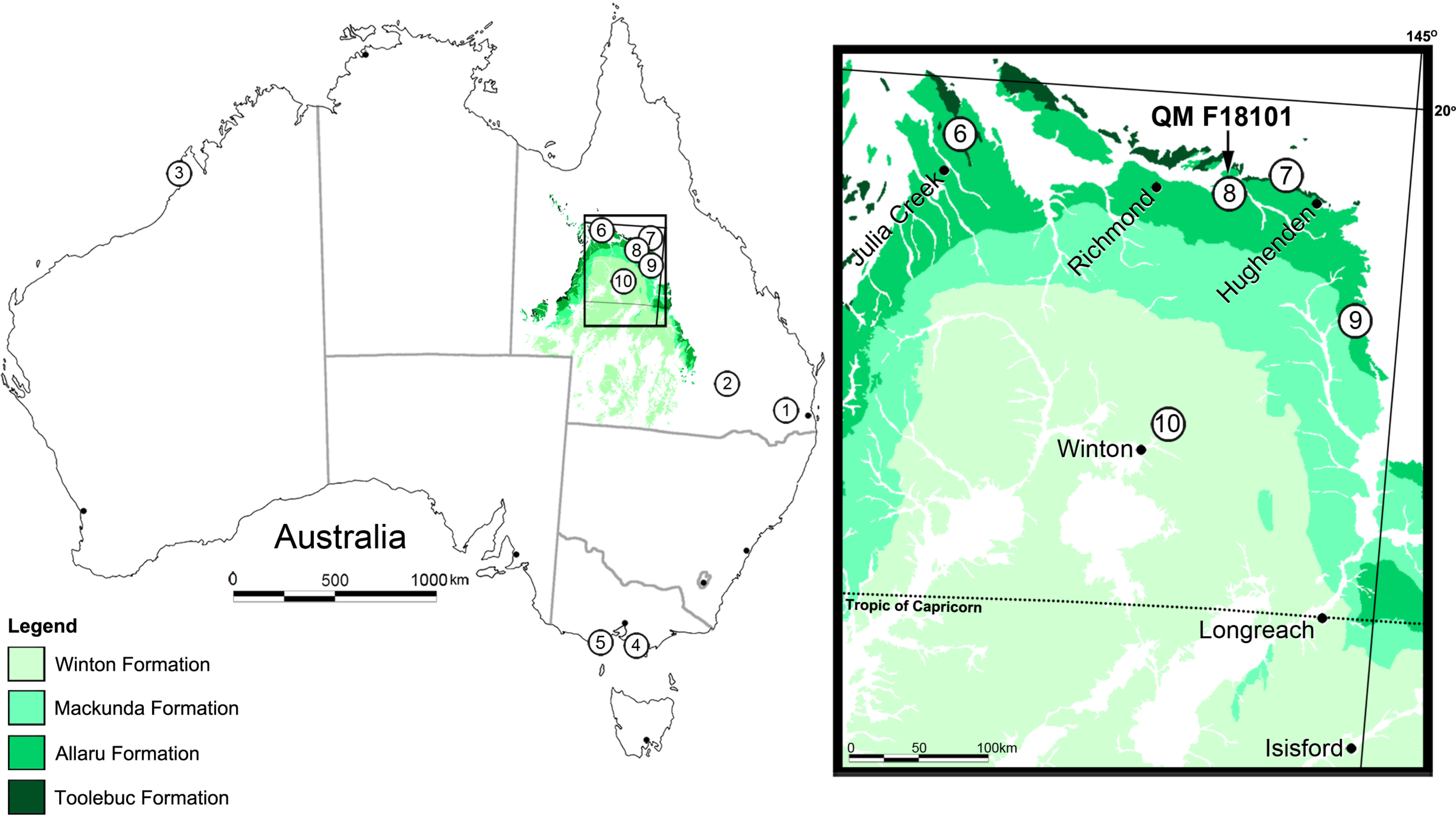
オーストラリアの装盾類の発見場所: 8はホロタイプが見つかった場所を意味する

1989年9月、クイーンズランド・リッチモンド近くのマラソン駅で曲竜類の骨格が発見された。1990年、ラルフ・モルナー率いる探検隊がそれを回収した。1996年、予告的な記載がなされ、モルナーはそれがミンミ属に含まれるものと考え、Minmi sp.と記載した。その後、その標本は酸処理やCATスキャンを用いて補修が行われた。新しい情報は、アンキロサウルス類の別属として命名可能なものであることを示していた。
2015年、Lucy G. Leahey、モルナー、カーペンター、ローレンス・ウィットマーらは模式種クンバラサウルス・イエヴェルシ Kunbarrasaurus ieversiを命名・記載した。属名はウヌマラ族の言語であるマイ語で「盾」を意味する Kunbarra に因んでいる。種小名 ieversi は、化石を最初に発見したイアン・エヴァース Ian Evers への献名である。クンバラサウルスは2015年にオープンアクセスかフリージャーナルで記載された18のタクサの恐竜の一つである。

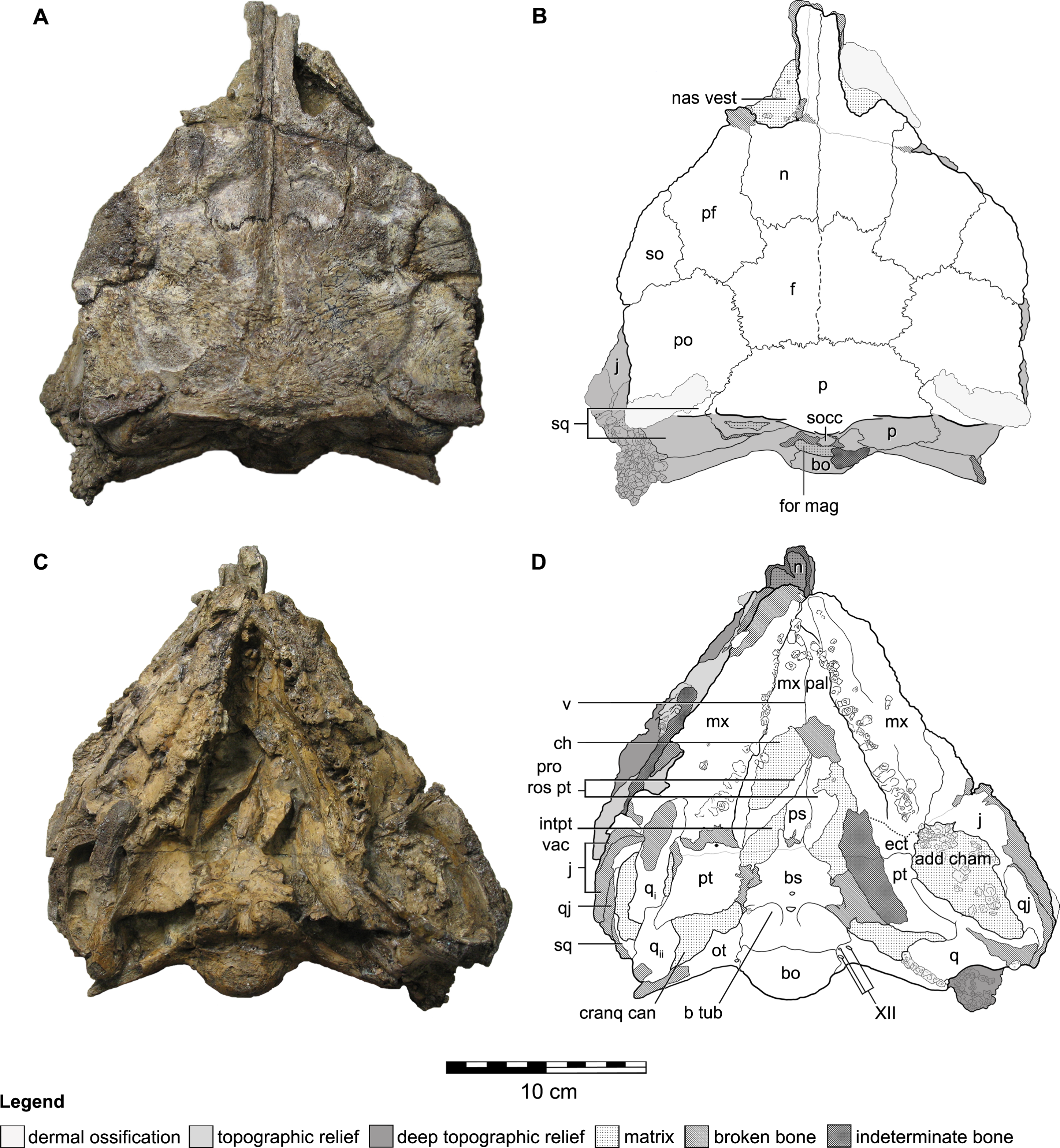
頭骨

ホロタイプ、 QM F1801はアラル累層で見つかった。アルビアンまたはセノマニアン前期の海成層である。頭骨、脊柱、尾の半分以上、左のみ肩帯、左前肢、骨盤、両方の大腿骨、ほぼ全ての装甲を含むほぼ完全な全身骨格で構成される。骨と装甲の両方がほとんど関節していた。胃内容物の化石として最後の食事も保存されていた。その標本は東ゴンドワナ（オーストラリア、南極、マダガスカル、インド）でこれまでに発見された恐竜骨格のうち、およびゴンドワナ大陸全体における曲竜類の中で、最も完全なものの代表である。
2015年の論文によると、以前にミンミ ( Minmi sp.) とされていた5つの標本はクンバラサウルスではないとされている。
完全度の高いマラソン標本は、元が海だった地層から発見されている。これは化石化した個体が死後に川の流れに攫われ、しばらく海を漂流した後に海底へ沈んだ事を意味している。本種の装甲や骨格は中世の騎士の鎧に例えられる程に重たいが、死後に発生した腐敗ガスが浮力の一因になっていたため、長期間の漂流が可能だった。また標本には明確な噛み傷や歯型が見られなかったため、この恐竜は海中で死肉食動物の餌食にはならなかった可能性が高い。このように海まで流されてしまった装盾類にはボレアロペルタやスケリドサウルスの例がある。(※詳しくは各記事を参照)

## 系統発生
クンバラサウルスは2015年にアンキロサウルス科に分類された。同年、Victoria Megan Arbour e.a. は系統分析の中で QM F1801 とミンミのホロタイプを別の分類群に分けた。ミンミはアンキロサウルス科の基盤的メンバーに、QM F1801 は曲竜下目の基盤的メンバーに再分類された。それはアンキロサウルス科とノドサウルス科のどちらに含めるにしても原始的すぎるとされた。そのような位置付けを定性的に考慮したクンバラサウルスの2015年の記載は、可能性が高そうであると考えられた。

## 古生物学

### 食性

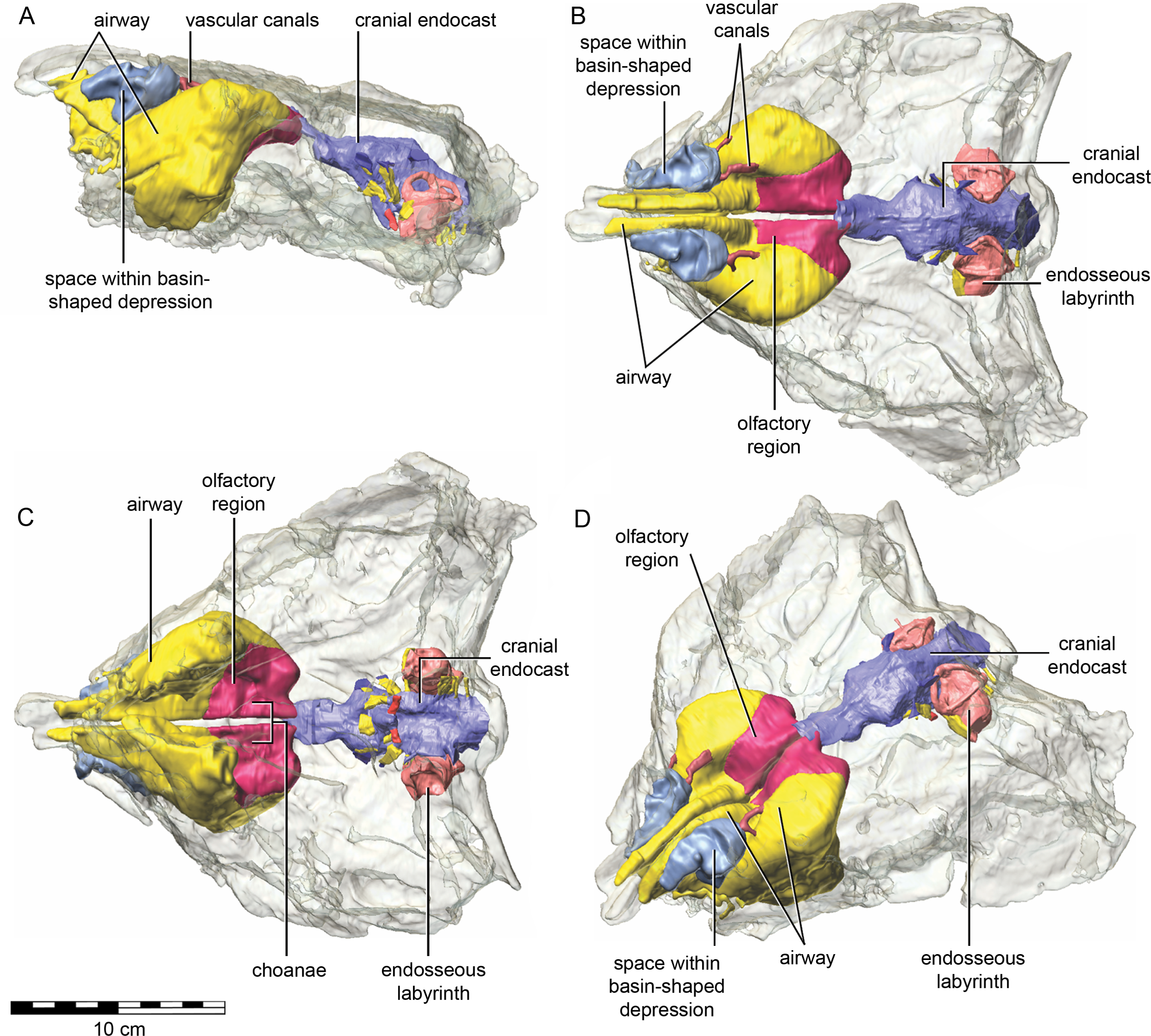
頭骨のCTスキャン

他の曲竜類とともに、クンバラサウルスも植物食性だった。ほとんどの植物食恐竜と異なり、クンバラサウルスは食性に関する直接証拠をもっている。ほぼ完全なホロタイプには左の腸骨の前に腹の空洞があり、そこから保存状態の良好な胃内容物が知られているのである。胃内容物は、繊維質または維管束の断片、果物の実、球形の種、 小胞組織（シダの胞子嚢の可能性がある）から成る。ほとんどの一般的な遺物は、繊維か小胞の断片で、長さは0.6 - 2.7 mmのものが多い。それらの端部には、特定の断片の長軸に対して垂直のきれいな断面がある。断片のサイズが小さいため、植物は少しずつかじるようにして摂食されたか、口の中で細断されたものとして解釈され、口中に食べ物を保持することができた証拠とされる。これらの小さな断片は、小枝や茎に由来する可能性もあるが、そのサイズは葉の維管束を示唆している。きれいな断面は、食物を消化するために胃石ではなく経口処理に依存していることを示唆している。この胃石や胃内容物は、堆積状況を鑑みると生前に飲み込まれた可能性が高い。
その0.3 mmの種と4.5 mmの果実は、明らかにそのまま飲み込まれている。その胃内容物と他の現代のトカゲ類やエミューやガチョウといった植物食性動物の糞を比較すると、このクンバラサウルスの個体は植物を消化するためのより洗練されたプロセスをもっていたことがわかる。

## 古環境
クンバラサウルスが生息していたオーストラリア南部は、当時南極大陸と地続きになっていた。この一帯は極圏に位置する割に対して非常に暖かく、全域の平均気温は0度〜12度あった。年間の平均降水量は750〜1150ミリと多量。乾燥していたのはクイーンズランド等の一部地域に留まっていた。一時期のオーストラリアには浅い内海が拡がっていた。内海は約1億1700万年前に最も面積を広げている。そこには首長竜のクロノサウルスや魚竜のプラティプテリギウスが泳ぎ回っていたが、今から約9900万年前に内海は消失した。このような環境は、近い時代/地域のダイナソーコーヴ(恐竜の入江)と異なっている。
植生はナンヨウスギ、イチョウ、マキ、コケ、シダ、ソテツが支配的で、ジュラ紀の植生に近い。共産している動物には、大型鳥脚類のムッタブラサウルスや中型獣脚類のメガラプトル類が存在し、恐竜以外には肺魚のネオケラトドゥスやカメ類等が確認されている。